# Румънската армия в Междусъюзническата война
Румънската армия, мобилизирана четири дни след началото на Междусъюзническата война (на 20 юни 1913 г.), наброява 437 000 военнослужещи. В хода на войната тя окупира Южна Добруджа и принуждава България да сключи мир като застрашава непосредствено столицата София.

## Състав и съсредоточаване
Съгласно с оперативните си планове, румънското главно командване разделя силите си на две групировки – главни сили (Дунавска армия, начело с престолонаследника Фердинанд) за настъпление към София и отделна групировка (5-и корпус, командван от генерал Йоан Кулчер) за действия в Добруджа.

### Дунавска армия
Дунавската армия се състои от осем пехотни дивизии (разделени в 1-ви, 2-ри, 3-ти и 4-ти армейски корпус), 1-ва и 2-ра резервни пехотни дивизии, две самостоятелни кавалерийски дивизии и 33-та резервна пехотна бригада. Те трябва да преминат река Дунав в участъка Бекет – Турну Мъгуреле и да настъпят през Луковит и Орхание за София. Съгласно плана, форсирането на Дунав трябва да се извърши на три места – при Бекет и Никопол с плавателни средства и при Корабия по понтонен мост. За тази цел войската трябва да се съсредоточи с 1-ви корпус и 1-ва кавалерийска дивизия в района на Бекет, с 2-ри, 3-ти и 4-ти корпус и 2-ра кавалерийска дивизия в района на Корабия и с 33-та резервна пехотна бригада в района на Турну Мъгуреле. По Софийското направление действат 132 батальона, 72 ескадрона и 110 батареи.

### Пети корпус
По границата в Добруджа, на линията Черна вода – Кюстенджа – Меджидия, към 29 юни е съсредоточен 5-и корпус, състоящ се от 9-а и 10-а пехотна, 3-та резервна дивизия, 31-ва резервна бригада и два конни полка. Той трябва да окупира териториите до линията Тутракан—Добрич. Общо за окупацията на Южна Добруджа са предвидени 40 батальона, 8 ескадрона и 29 батареи.

## Операции
Без да срещат съпротива, тъй като почти всички български войски са концентрирани срещу Сърбия и Гърция, румънските войски изпълняват поставените им задачи. Пети корпус нахлува в Южна Добруджа на 28 юни и в рамките на три дни окупира цялата област (заедно с градовете Силистра, Добрич, Тутракан и Балчик). Главните сили форсират Дунав на 2 юли при Бекет и Корабия и за седмица достигат Арабаконашкия проход, прекъсвайки връзката на българските армии в Македония с продоволствената им база в Северна България. Отделни конни разезди преминават Стара планина и достигат на 12 километра от София. С тези действия румънската армия изиграва решаваща роля за поражението на България.